# Правило сложения (комбинаторика)
Правило сложения (правило «или») — одно из основных правил комбинаторики, утверждающее, что, если элемент A можно выбрать n способами, а элемент B можно выбрать m способами, причём любой выбор элемента A отличен от любого выбора элемента B, то выбрать A или B можно n + m способами.
На языке теории множеств формулируются следующим образом. Если A и B — конечные множества, то: {\displaystyle A\cap B=\emptyset \Rightarrow n\left(A\cup B\right)=n\left(A\right)+n\left(B\right)}

## Примеры

### Пример 1
Выбрать книгу или диск из 10 книг и 12 дисков можно {\displaystyle 10+12=22} способами.

### Пример 2
Пусть требуется найти количество слов, составленных не более, чем из трёх букв, взятых из следующего алфавита: {a, b, c, d}. Т.к. слово может состоять из одной буквы или из двух или из трёх букв, то соответствующие количества складываются. По правилу умножения количество n-буквенных слов равно {\displaystyle 4^{n}}. Тогда ответ на первоначальный вопрос будет {\displaystyle 4^{1}+4^{2}+4^{3}=84}.